# John Dibblee Crace

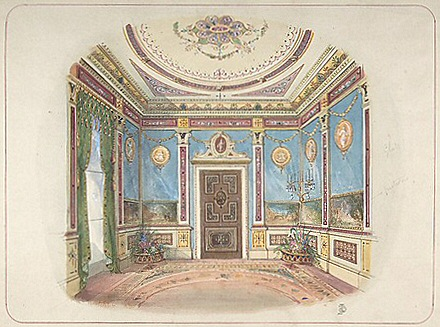
Entwurf für ein Zimmer von John Dibblee Crace. Wasserfarbe, Feder und braune Tinte über Bleistift. Metropolitan Museum of Art

John Dibblee Crace (1838 – 18. November 1919) war ein britischer Innenarchitekt, der unter anderem das British Museum, die National Gallery, die Royal Academy, Tyntesfield und Longleat und weitere bekannte Gebäude ausstattete.

## Leben und Werk
Crace war das älteste von elf Kindern von John Gregory Crace (1809–1889), ein Dekorateur und Autor und seiner Frau Sarah Jane Hine Langley (1815–1894), Tochter von John Inwood Langley (1790–1874) von Greenwich, ein Staatsbeamter im Royal Naval Hospital. Sein Vater war bekannt als Dekorateur und für acht Jahre Partner von A.W . N. Pugin. Zudem war er Chef einer Dekorationsfirma, die 1768 von seinem Groß-Großvater Edward Crace gegründet wurde. Jener hatte Kutschen verziert und wachte als Kustos über die Bilder des Königs. Edward und sein Sohn Frederick waren verantwortlich für die Dekoration von Brighton Pavillon und anderen königlichen Palästen. Crace wurde berühmt für seine Möbel im Stil der viktorianischen Gotik und der Renaissance, die er auf der Weltausstellung London 1862 ausstellte. Er dekorierte das Interieur von Two Temple Place, dem Anwesen in London von William Waldorf Astor, im Stil der französischen Renaissance zwischen 1892 und 1895. Für Astor entwarf er Möbel und gestaltete 1895 das Haus Cliveden. Auf ähnliche Weise gestaltete er Longleat House für John Thynne, 4. Marquess of Bath um.
Außerdem entwarf er ein Dekorationschema für den Haupteingang der National Gallery.
Crace dekorierte den Fine Room der Royal Academy, jedoch liegt ein Gemälde von William Kent unter seiner Arbeit.
Er wurde im Familiengrab auf dem West Norwood Cemetery beigesetzt.

## Werke in Museen und Galerien
- Metropolitan Museum of Art: Watercolour designs by John Dibblee Crace (23 Werke)
- Victoria and Albert Museum: Designs by John Dibblee Crace (132 Werke, 14 illustriert)

## Bibliographie
- Megan Aldrich, 'Crace, John Dibblee (1838–1919)', Oxford Dictionary of National Biography, Oxford University Press, 2004.
- V&A Archive of Art and Design(Hrsg.): Crace family, interior decorators: papers, 1691 - 1992